# 油翠
油翠（英語：Yau Chui，代號J24）是香港觀塘區議會下轄的選區，2011年設立，2019年採用現名，2023年取消，末任區議員為公屋聯會成員龐智笙。

## 範圍
選區位於油塘中部，包括油翠苑、油美苑、油塘中心和油麗邨豐麗樓及盈麗樓，與其相連的選區有栢雅、俊翔、油塘東、油麗和油塘西選區，投票站設於福建中學附屬學校。

## 沿革
2011年區議會選舉，隨著油麗邨第三和第四期落成後，選舉事務處在2011年將油塘西的油塘中心與油塘中的油翠苑、油美苑和除了高飛閣、高靜閣、高鳳閣和高康閣的高翔苑合併組成翠翔選區。當時人口估算約18,773人，其中有8,102位選民，投票站設於香港中國婦女會李樹培夫人啟知中心，議席由人民力量及前綫成員梁頴超、李華明的議員助理謝淑珍、香港工會聯合會成員劉礎慊、新民黨成員廖潔明和社會民主連線成員李豐年爭奪，建制派及泛民陣營同時各有政黨撞區，導致五人大混戰。選舉前夕，梁頴超涉嫌向西貢區議會富君選區候選人陸平才吐口水而被捕，最終謝淑珍取得約半數得票率的1,823票勝出。
2015年區議會選舉，原本被劃入油塘東選區、屬紀律部隊宿舍的高翔苑高靜閣及高康閣歸入本區，而餘下的高飛閣及高鳳閣維持不變。。選區代號則由J22改為J23，人口估算比上屆增加1,953人至20,726人，而選民增加了2,314人至10,416人，選民比例由43.2%增至50.3%。是屆只有工聯會的黃啟燊挑戰角逐連任的謝淑珍，在紀律部隊選民增加近千五人之下，最終黃比上屆建制派合計多取千票至2,654票，但仍不敵得2,918票的謝，謝淑珍成功連任。
2019年區議會選舉，由於選區劃界的改變，選舉管理委員會決定將本區的高翔苑劃入新增的俊翔選區，亦將油麗選區的油麗邨豐麗樓及盈麗樓撥歸入此選區，並將本區更名為油翠選區。因選區重劃，時任議員謝淑珍改於俊翔選區參選（上屆被擊敗的黃啟燊亦無獨有偶於俊翔選區再次挑戰謝淑珍），本區吸引四名候選人角逐，是觀塘區最多候選人的其中一個選區。結果由親建制派公屋聯會及創建力量成員龐智笙勝出，是屆油翠選區是全港唯一被建制派從泛民主派手中奪得的選區。

## 歷屆議員
| 屆別           | 議員   | 政治聯繫 | 政治聯繫 |
| -------------- | ------ | -------- | -------- |
| 2012年－2015年 | 謝淑珍 |          | 無黨籍   |
| 2016年－2019年 | 謝淑珍 |          | 無黨籍   |
| 2020年－2023年 | 龐智笙 |          | 公屋聯會 |

## 歷屆選舉結果
| 政党   | 政党              | 候选人    | 票数  | %     | ±      |
| ------ | ----------------- | --------- | ----- | ----- | ------ |
|        | 人民力量/風雲計劃 | ①. 梁家聲 | 68    | 1.11  | 不適用 |
|        | 民主派區選聯盟    | ②. 鍾淬坤 | 2,572 | 42.15 | 不適用 |
|        | 無黨派            | ③. 陳富景 | 605   | 9.91  | N/A    |
|        | 公屋聯會/創建力量 | ④. 龐智笙 | 2,857 | 46.82 | N/A    |
| 多数票 | 多数票            | 多数票    | 285   | 4.67  | -0.07  |

| 政党   | 政党           | 候选人    | 票数  | %     | ±      |
| ------ | -------------- | --------- | ----- | ----- | ------ |
|        | 泛民區選聯盟   | ①. 謝淑珍 | 2,918 | 52.37 | +1.98  |
|        | 香港工會聯合會 | ②. 黃啟燊 | 2,654 | 47.63 | +29.44 |
| 多数票 | 多数票         | 多数票    | 264   | 4.74  | -19.64 |

| 政党   | 政党           | 候选人    | 票数  | %     | ±      |
| ------ | -------------- | --------- | ----- | ----- | ------ |
|        | 人民力量       | ①. 梁頴超 | 137   | 3.79  | 新選區 |
|        | 泛民區選聯盟   | ②. 謝淑珍 | 1,823 | 50.39 | 新選區 |
|        | 香港工會聯合會 | ③. 劉礎慊 | 658   | 18.19 | 新選區 |
|        | 新民黨         | ④. 廖潔明 | 941   | 26.01 | 新選區 |
|        | 社會民主連線   | ⑤. 李豐年 | 59    | 1.63  | 新選區 |
| 多数票 | 多数票         | 多数票    | 882   | 24.38 | 新選區 |